# Konklawe 1447
Konklawe 4–6 marca 1447 – konklawe, które odbyło się po śmierci papieża Eugeniusza IV, zakończone wyniesieniem na tron papieski Mikołaja V.

## Śmierć Eugeniusza IV
Eugeniusz IV zmarł 23 lutego 1447 w Rzymie. W chwili jego śmierci sytuacja polityczna i religijna w Europie była bardzo napięta. Wprawdzie na soborze florenckim uzyskano jedność z Kościołem Greckim (unia florencka), ale nie uznało jej państwo moskiewskie, zaś Konstantynopol w zamian za uznanie autorytetu papieża oczekiwał pilnej pomocy militarnej przeciw Imperium Osmańskiemu. W samym Kościele Łacińskim wciąż trwała schizma antypapieża Feliksa V, popieranego przez Sobór w Bazylei. Do tego dochodziła skomplikowana sytuacja polityczna na Półwyspie Apenińskim, obawiano się zwłaszcza nacisków króla Neapolu Alfonsa. Wojska neapolitańskie stacjonowały w Tivoli w związku z ekspedycją zbrojną przeciwko Florencji, organizowaną zresztą w porozumieniu ze zmarłym papieżem. W Rzymie silne było stronnictwo republikańskie, przeciwne świeckiej władzy papieży, dowodzone przez Stefano Porcaro.

## Lista uczestników
Kolegium Kardynalskie liczyło 25 członków, jednak w konklawe wzięło udział tylko 18:
- Francesco Condulmer; Kardynał z Wenecji[3] (19 września 1431) – kardynał biskup Porto e Santa Rufina; wicekanclerz Świętego Kościoła Rzymskiego; biskup Werony
- Giovanni Berardi; Kardynał z Tarentu[3] (nominacja kardynalska: 18 grudnia 1439) – kardynał biskup Palestriny; penitencjariusz większy
- Niccolò d'Acciapaccio; Kardynał S. Marcello[3] (18 grudnia 1439) – kardynał prezbiter S. Marcello; arcybiskup Kapui
- Giorgio Fieschi (18 grudnia 1439) – kardynał prezbiter S. Anastasia; administrator diecezji Noli; kamerling Świętego Kolegium Kardynałów
- Bessarion OBas; Kardynał z Nicei[3] (18 grudnia 1439) – kardynał prezbiter Ss. XII Apostoli; arcybiskup Teb
- António Martinez de Chaves; Kardynał z Portugalii[3] (18 grudnia 1439) – kardynał prezbiter S. Crisogono; biskup Porto; administrator diecezji Giovinazzo; archiprezbiter bazyliki laterańskiej
- Jean Le Jeune; Kardynał z Thérouanne[3] (18 grudnia 1439) – kardynał prezbiter S. Lorenzo in Lucina; biskup Thérouanne
- Guillaume d’Estouteville; Kardynał z Angers[3]  (18 grudnia 1439) – kardynał prezbiter Ss. Silvestro e Martino; biskup Angers; administrator diecezji Nîmes i Béziers; archiprezbiter bazyliki liberiańskiej
- Juan Torquemada OP; Kardynał S. Sisto[3] (18 grudnia 1439) – kardynał prezbiter S. Maria in Trastevere; komendatariusz kościoła prezbiterialnego S. Sisto
- Ludovico Trevisan; Kardynał z Akwilei[3] (1 lipca 1440) – kardynał prezbiter S. Lorenzo in Damaso; patriarcha Akwilei; kamerling Świętego Kościoła Rzymskiego; biskup Cava; komendatariusz opactw terytorialnych Vangadizza i Montevergine
- Domenico Capranica; Kardynał z Fermo[3] (24 maja 1426) – kardynał prezbiter S. Croce in Gerusalemme; komendatariusz diakonii S. Maria in Via Lata; administrator diecezji Fermo; protektor Zakonu Krzyżackiego
- Alonso de Borja; Kardynał z Walencji[3]  (2 maja 1444) – kardynał prezbiter Ss. IV Coronati; biskup Walencji
- Enrico Rampini; Kardynał z Mediolanu[3] (16 grudnia 1446) – kardynał prezbiter S. Clemente; arcybiskup Mediolanu
- Giovanni de Primis OSB; Kardynał S. Sabina[3] (16 grudnia 1446) – kardynał prezbiter S. Sabina; administrator diecezji Katanii
- Tommaso Parentucelli; Kardynał z Bolonii[3] (16 grudnia 1446) – kardynał prezbiter S. Susanna; biskup Bolonii
- Prospero Colonna (24 maja 1426) – kardynał diakon S. Giorgio in Velabro; protodiakon Świętego Kolegium Kardynałów
- Pietro Barbo; Kardynał S. Maria Nuova[3] (1 lipca 1440) – kardynał diakon S. Maria Nuova; komendatariusz kościoła prezbiterialnego S. Cecilia; administrator diecezji Cervii; archiprezbiter bazyliki watykańskiej
- Juan Carvajal; Kardynał S. Angelo[3]  (16 grudnia 1446) – kardynał diakon S. Angelo in Pescheria; administrator diecezji Plasencii

Wśród elektorów było jedenastu Włochów, trzech Hiszpanów, dwóch Francuzów, Grek oraz Portugalczyk.
Dwóch elektorów (Capranica i Colonna) mianował jeszcze Marcin V, pozostali byli nominatami Eugeniusza IV.

### Nieobecni
Siedmiu kardynałów nie uczestniczyło w konklawe (w tym dwóch Anglików, Francuz, Węgier, Niemiec, Hiszpan i Grek):
- Pierre de Foix OFM (1414) – kardynał biskup Albano; prymas Świętego Kolegium Kardynałów; legat apostolski w Awinionie; administrator diecezji Lescar i Comminges
- Henry Beaufort; Kardynał z Winchester[3] (24 maja 1426) – kardynał prezbiter S. Eusebio; protoprezbiter Świętego Kolegium Kardynałów; administrator diecezji Winchester
- Juan Cervantes; Kardynał S. Pietro[3] (24 maja 1426) – kardynał prezbiter S. Pietro in Vincoli; administrator diecezji Segowii
- John Kempe; Kardynał z Yorku[3] (18 grudnia 1439) – kardynał prezbiter S. Balbina; arcybiskup Yorku
- Izydor z Kijowa; Kardynał z Rusi[3] (18 grudnia 1439) – kardynał prezbiter Ss. Marcellino e Pietro; tytularny arcybiskup Kijowa
- Peter von Schaumberg; Kardynał z Augsburga[3] (18 grudnia 1439) – kardynał prezbiter S. Vitale; biskup Augsburga
- Dénes Szécsi; Kardynał z Ostrzyhomia[3] (18 grudnia 1439) – kardynał prezbiter S. Ciriaco; arcybiskup Ostrzyhomia

Czterech nieobecnych mianował Eugeniusz IV, dwóch Marcin V, a jednego (de Foix) pizański antypapież Jan XXIII.

### Kardynałowie popierający antypapieża Feliksa V
Dwóch kardynałów mianowanych przez legalnych papieży (Marcina V i Eugeniusza IV), należało do obediencji soboru bazylejskiego i popierało antypapieża Feliksa V. Byli to: 
- Louis Alleman CanReg, kardynał prezbiter S. Cecilia i arcybiskup Arles,
- Zbigniew Oleśnicki, biskup Krakowa i kardynał prezbiter S. Prisca (w obediencji bazylejskiej tytułowany jako kardynał prezbiter S. Anastasia).

W związku z tym nie należeli oni do grona elektorów. 
Louis Alleman został oficjalnie ekskomunikowany przez Eugeniusza IV 11 kwietnia 1440. Wobec Oleśnickiego takich oficjalnych sankcji nie ogłoszono, jednak dopiero 6 września 1447 papież Mikołaj V potwierdził jego godność kardynalską.

## Frakcje i kandydaci na papieża
Kolegium Kardynałów było podzielone na dwie główne frakcji. Pierwszej przewodził protodiakon Prospero Colonna, bratanek papieża Marcina V i przedstawiciel najpotężniejszego rodu rzymskiego. Jego głównymi zwolennikami byli Capranica, Trevisan i Jean Le Jeune. Frakcji przeciwnej Colonnie przewodził kardynał Condulmer, bratanek Eugeniusza IV, oraz kardynał Berardi, powiązany z opozycyjnym wobec Colonny rodem Orsini.
Do głównych papabile zaliczano Colonnę i Capranicę, a z frakcji przeciwnej Acciapaccio.

## Przebieg konklawe
Konklawe rozpoczęło się w sobotę 4 marca 1447, ale pierwsze głosowanie miało miejsce dopiero następnego dnia. Kardynał Colonna uzyskał w nim dziesięć głosów, Capranica osiem, a Parentucelli pięć. W drugim głosowaniu 6 marca Colonna ponownie zebrał dziesięć głosów, a Parentucelli trzy, ale pozostałe rozproszyły się między kandydatów spoza Świętego Kolegium: arcybiskupa Benewentu Astorgio Agnesi, Mikołaja z Kuzy (mianowany później kardynałem) oraz arcybiskupa Florencji Antonino Forcillioni z zakonu dominikanów. Wówczas kardynał Le Jeune zaapelował do kardynałów o rozpoczęcie procedury ustnego akcesu, która miałaby zapewnić zwycięstwo Colonnie. Tommaso Parentucelli usłuchał apelu i przeniósł swój głos na Colonnę, któremu brakło w tej sytuacji już tylko jednego. Wówczas jednak z przemówieniem do kardynałów wystąpił kardynał Berardi, główny przeciwnik Colonny. Wskazał on kandydaturę właśnie Parentucelliego, wychwalając go jako kandydata neutralnego, o pokojowym usposobieniu, pobożnego i uczonego. Przemowa ta okazała się bardzo przekonująca. Kontynuując procedurę akcesu, Trevisan i Le Jeune, stronnicy Colonny, przenieśli swe głosy na Parentucelliego, a w ślad za nimi to samo uczynili wszyscy pozostali kardynałowie. Decydujący, dwunasty głos oddał Torquemada, jednak akces kontynuowano, aż osiągnięto jednomyślność. Po zakończeniu tej fazy jedynym głosem przeciw Parentucellemu okazał się jego własny, oddany na Colonnę. Elekt przybrał imię Mikołaja V, ze względu na pamięć jego mistrza, kardynała Niccolò Albergati.
Krótko przed południem 6 marca kardynał Prospero Colonna obwieścił Rzymianom wybór papieża. W czasie wygłaszania formuły Habemus Papam doszło do zamieszania, gdyż wielu ludzi, ujrzawszy kardynała Colonnę, było przekonanych, że to właśnie jego wybrano, w związku z czym część z nich zaatakowało pałac Colonny, chcąc go obrabować Nieporozumienie zostało jednak ostatecznie wyjaśnione, a 19 marca kardynał Colonna uroczyście koronował nowego papieża na schodach bazyliki watykańskiej.

## Uzupełniające źródła internetowe
- Papal elections in the Fifteenth Century. The election of Pope Nicholas V (1447)
- Sede Vacante 1447